# ماشین فرار (ترانه تیلور سوئیفت)
"ماشین فرار" (به انگلیسی: Getaway Car) آهنگی از تیلور سوئیفت، خواننده و ترانه‌سرا آمریکایی است که برای ششمین آلبوم استودیوی خود، اعتبار (۲۰۱۷) منتشر کرده است.